# Asier Guenetxea
Asier Guenetxea Sasiain (Arechavaleta, el 15 de mayo de 1970) es un exciclista profesional español. Como amateur ganó la Clásica de Almería en 1991 entre otras victorias. Fue profesional desde 1992 hasta 1996. Debutó en el equipo Artiach y en 1995 fichó por el equipo Euskadi, que posteriormente pasó a llamarse Euskaltel-Euskadi.

## Palmarés
| 1990 (como amateur) - 2 etapas del Tour de Poitou-Charentes 1991 (como amateur) - Clásica de Almería 1992 - 2 etapas de la Vuelta a Portugal - 1 etapa de la Vuelta a Castilla y León 1993 - Clásica de Sabiñánigo - 1 etapa de la Vuelta a Castilla y León - 2 etapas de la Vuelta a Portugal del Futuro | 1994 - Trofeo Alcudia del Challenge de Mallorca - 1 etapa del Trofeo Joaquim Agostinho 1995 - 2 etapas de la Vuelta al Algarve 1996 - 1 etapa de la Vuelta al Alentejo |

## Resultados en Grandes Vueltas y Campeonatos del Mundo
Durante su carrera deportiva ha conseguido los siguientes puestos en las Grandes Vueltas y en los Campeonatos del Mundo en carretera:
| Carrera         | 1992 | 1993 | 1994 | 1995 | 1996 |
| --------------- | ---- | ---- | ---- | ---- | ---- |
| Giro de Italia  | -    | -    | -    | -    | -    |
| Tour de Francia | -    | -    | -    | -    | -    |
| Vuelta a España | -    | -    | -    | Ab.  | 95.º |
| Mundial en Ruta | -    | -    | -    | -    | -    |

-: No participa

Ab.: Abandono

## Equipos
- Artiach (1992-1994)
- Euskadi (1995-1996)